# Fertilizer Corporation of India Township
Fertilizer Corporation of India Township (abbreviato in FCI Township) è una suddivisione dell'India, classificata come census town, di 7.059 abitanti, situata nel distretto di Angul, nello stato federato dell'Orissa. In base al numero di abitanti la città rientra nella classe V (da 5.000 a 9.999 persone).

## Geografia fisica
La città è situata a 20° 56' 15 N e 85° 09' 31 E.

## Società

### Evoluzione demografica
Al censimento del 2001 la popolazione di Fertilizer Corporation of India Township assommava a 7.059 persone, delle quali 3.714 maschi e 3.345 femmine. I bambini di età inferiore o uguale ai sei anni assommavano a 404, dei quali 220 maschi e 184 femmine. Infine, coloro che erano in grado di saper almeno leggere e scrivere erano 6.415, dei quali 3.444 maschi e 2.971 femmine.